# Chile Open 2020
Chile Open 2020 var den 22:a upplagan av Chile Open, en tennisturnering i Santiago, Chile. Turneringen var en del av 250 Series på ATP-touren 2020 och spelades utomhus på grus mellan den 24 februari–1 mars 2020. Det var den första upplagan av turneringen sedan 2014.

## Mästare

### Singel
- Thiago Seyboth Wild besegrade  Casper Ruud, 7–5, 4–6, 6–3

### Dubbel
- Roberto Carballés Baena /  Alejandro Davidovich Fokina besegrade  Marcelo Arévalo /  Jonny O'Mara, 7–6(7–3), 6–1